# Yuki Yamanouchi
Yuki Yamanouchi (født 18. september 1994) er en japansk fodboldspiller.
Han har spillet for flere forskellige klubber i sin karriere, herunder Giravanz Kitakyushu og Oita Trinita.